# Gåte
Gåte este o trupă muzicală norvegiană care a fost fondată în 2000 de Sveinung Sundli (vioară, clape), Gunnhild Sundli (voce), Gjermund Landrø (bas, cori), Martin Langlie (tobe) și Magnus Robot Børmark (chitară, clape). A avut succes la începutul anilor 2000.
Combinația lor unică de muzică populară tradițională norvegiană și rock exploziv i-a scos din subsolul repetițiilor și pe unele dintre cele mai mari scene. Trupa a cunoscut un succes uriaș cu spectacole live spectaculoase, două albume de studio apreciate de critici, două EP-uri și un album live. 
În această perioadă, Gåte a vândut peste 100.000 de albume, a ajuns direct în fruntea topului VG-lista și a câștigat Premiul Spellemann 2002 pentru Cel mai bun debutant.
Trupa apreciată de critici și-a luat o pauză de 12 ani înainte de a face o revenire mult așteptată în 2017. De atunci, Gåte a oferit din nou concerte și muzică la recepție și recenzii strălucitoare.
Trupa a lansat primul lor EP ("Gåte") în 2000 și a câștigat rapid popularitate. Un al doilea EP, de asemenea auto-intitulat, a fost lansat în 2002. Primul lor album, „Jygri”, lansat în același an s-a dovedit a fi un progres comercial atât în Norvegia, cât și în străinătate, în special în Scandinavia și Germania. De asemenea, au câștigat multă atenție mass-media, în special vocea distinctă a lui Gunnhild Sundli a atras interesul jurnaliștilor muzicali, care au început imediat să speculeze cu privire la plecarea ei pentru a-și stabili o carieră solo. După lansarea unui alt EP, „Statt Opp (Maggeduliadei)” în 2003 și a celui de-al doilea album al lor, „Iselilja” în 2004, trupa a anunțat într-adevăr că iau o pauză. În comunicatul lor de presă, emis pe 6 septembrie, unul dintre motivele invocate a fost că Gunnhild dorea să dedice timp altor activități. Cu toate acestea, compania lor de discuri Warner Music Norway a lansat un album live ("Liva") în 2006, care a fost înregistrat la Rockefeller Music Hall anul precedent, și cu material bonus din concertul lor la festivalul de la Roskilde în 2003. Gåte a revenit. în 2017 cu EP-ul „Attersyn”, urmat de albumul „Svevn” în 2018. Multe dintre melodiile lui Gåte sunt versiuni rearanjate ale melodiilor populare norvegiene tradiționale, cum ar fi „Sjå Attende” (publicat și în engleză ca „Look Back”) și „Knut Liten og Sylvelin” („Little-Knut and Sylvelin”). O altă sursă principală de cântece Gåte sunt poeziile poetului norvegian Astrid Krog Halse cu muzică adăugată de Sveinung Sundli, cum ar fi „Følgje” („Companie”) și „Stengd Dør” („Ușa închisă”). Unele dintre cântecele lor au fost scrise în Nynorsk/Landsmål și interpretate într-un dialect larg din Trøndersk. „Ulveham” (Piele de lup) se bazează pe o baladă vikingă despre o fată care este torturată de mama ei vitregă, apoi se răzbune pe ea bând sângele ei.